# Pan Twardowski (film 1936)
Pan Twardowski – polski film z 1936 roku w reżyserii Henryka Szaro, oparty na motywie znanym z legend ludowych oraz licznych utworów literackich.

## Fabuła
Akcja toczy się w Polsce w XVI wieku. Legendarny Twardowski początkowo pędzi spokojny i dostatni żywot ziemianina w swoich dobrach. Pewnego dnia zjawia się u niego diabeł i roztacza przed nim wizję uroków światowego życia. Oferuje mu czarodziejską moc w zamian za podpisanie cyrografu, w którym zrzeka się duszy. Twardowski przystaje na tę ofertę.

## Obsada
- Józef Kondrat - żebrak
- Franciszek Brodniewicz - Twardowski
- Stanisław Sielański - sługa
- Ludwik Sempoliński - żak
- Stefan Jaracz - mistrz Maciej, alchemik
- Jan Kurnakowicz - Maciek
- Józef Węgrzyn - Zygmunt II August
- Zofia Lindorfówna - Barbara Radziwiłłówna
- Maria Malicka - matka Twardowskiego
- Mieczysława Ćwiklińska - ciotka Nety
- Maria Bogda - Kasia
- Elżbieta Barszczewska - pani Twardowska (Neta)
- Kazimierz Junosza-Stępowski - diabeł
- Michał Znicz - sędzia
- Henryk Małkowski - gospodarz winiarni